# Penisola Monteverdi
La penisola Monteverdi è una penisola lunga circa 150 km e completamente coperta dai ghiacci, che costituisce la parte meridionale dell'isola di Alessandro I, in Antartide. La penisola, disposta in direzione est-ovest, è circondata a nord dall'insenatura di Stravinsky, che la separa dalla penisola Shostakovich e che è completamente coperta dai ghiacci della  piattaforma glaciale Bach, la quale, più a ovest, separa la penisola Monteverdi dalla penisola Beethoven, e a sud dalla baia di Ronne e dal canale di Giorgio VI, su cui si trova la piattaforma glaciale Giorgio VI. Le coste della penisola sono piuttosto uniformi, senza penisole che si protendono da esse, tanto che nella costa meridionale ci sono solo due insenature degna di nota: l'insenatura di Fauré e quella di Britten, mentre nella costa settentrionale si segnala solo il ghiacciaio Glazunov.

## Storia
La parte meridionale della penisola Monteverdi fu avvistata per la prima volta da Finn Rønne e Carl Robert Eklund, del Programma Antartico degli Stati Uniti d'America, che, nella loro spedizione svolta tra il 1939 e il 1941, percorsero il canale di Giorgio VI in tutta la sua lunghezza. In seguito, la penisola è stata fotografata dal cielo durante la spedizione antartica di ricerca svolta nel 1947-48 e comandata da Finn Rønne, ed è stata delineata più dettagliatamente nel 1960 da D. Searle, cartografo del British Antarctic Survey (al tempo ancora chiamato "Falkland Islands Dependencies Survey", FIDS), sulla base di fotografie aeree scattate durante tale spedizione; infine è stata così battezzata dal Comitato britannico per i toponimi antartici in onore del compositore italiano Claudio Monteverdi.